# Cocholgüe
Cocholgüe es una caleta de pescadores de Chile, ubicada al norte de la ciudad de Tomé, Provincia de Concepción, Región del Biobío.

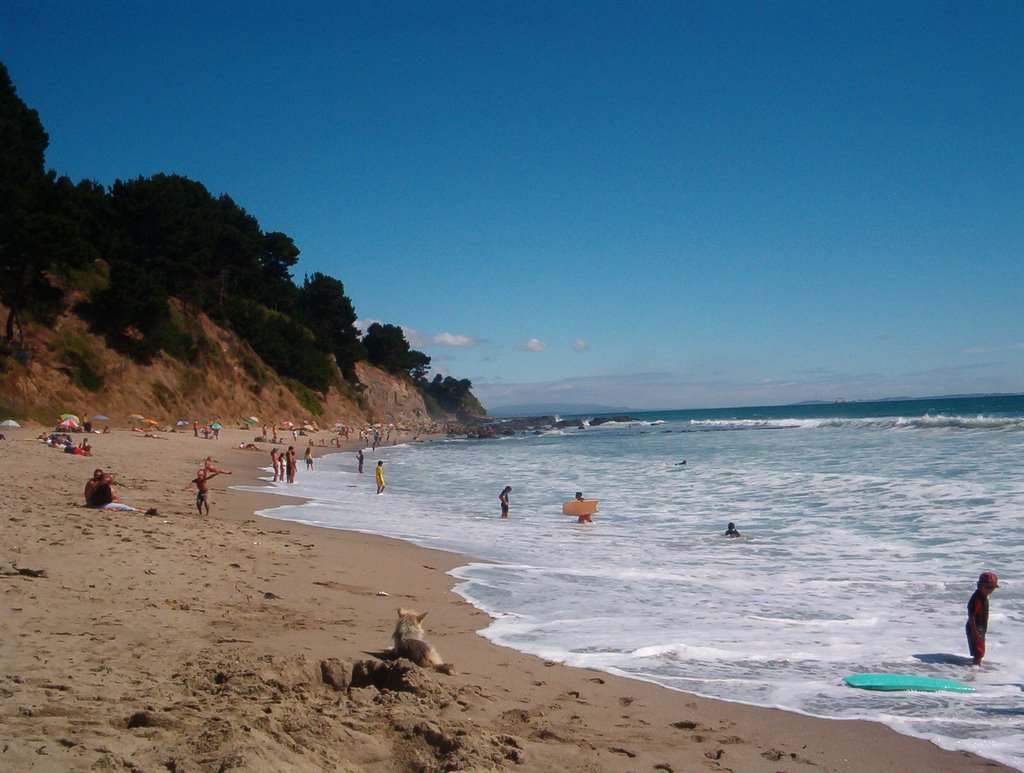
Sector Caleta Chica

## División geográfica
El límite considerado por la Alcaldía de Mar de Cocholgüe empieza en "Punta de Huique" y termina casi al empezar la "Playa Blanca" (jurisdicción de Coliumo). 
La caleta se divide en tres sectores: "Villa Cocholgüe", un pequeño enclave de casas de veraneo, con fuerte oleaje; Caleta Chica, lugar turístico con varios restaurantes, y Caleta Grande, con casas de los pescadores artesanales, donde guardan sus embarcaciones y aparejos de pesca.

## Población
Su población se estima en 5000 habitantes y se la considera la caleta de captura de merluza más grande de Chile.Navarro, Alejandro (2006). «Sesión 81ª, ordinaria.». Valparaíso, Chile: Senado de Chile. Archivado desde el original el 28 de septiembre de 2007. Consultado el 22 de enero de 2007.
Está dividida en dos partes: el sector norte conocido como "Caleta Grande", donde se ubican las viviendas de los pescadores artesanales y sus artes de pesca y la "Caleta Chica", en el sector sur, donde se emplazan restaurantes de comida típica, instalaciones turísticas y casas de veraneo.

## Turismo
A su pintoresca caleta se agregan los pequeños restaurantes de productos del mar. Además posee un notable interés paleontológico debido a la existencia de gran cantidad de fósiles de la era Cretácico pertenecientes a la formación Quiriquina. Durante el verano del 2009 se descubrieron nuevos restos de fósiles ubicados en la caleta, específicamente restos de un ictiosaurio, en el sector Piedras Saltas, por parte de académicos de la Universidad Católica de la Santísima Concepción. 

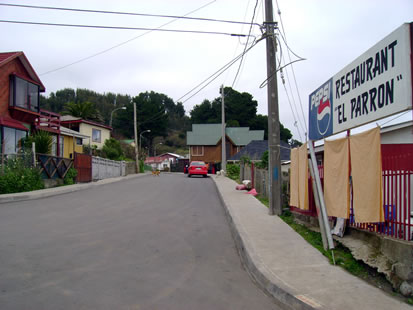
Vista de una calle de la caleta.

## Terremoto del 27 de febrero de 2010
A las 3:34 a. m. del sábado 27 de febrero de 2010 la zona Centro - Sur de Chile fue azotada por un terremoto de grado 8.8 en la Escala de Richter. Tomé y su localidad de Cocholgüe no fueron la excepción. En este lugar solo se detectaron daños estructurales y otros en cuanto a embarcaciones se refiere.
La gente que se encontraba en el lugar, alertada por el alcalde de Mar de la localidad del borde costero tomecino, subió a las zonas de seguridad especificadas, con excepción de 4 personas que no lo hicieron y que luego de la catástrofe decidieron dar su testimonio del tsunami  que generó el sismo. 
Se cuenta que fueron 3 olas de 5 metros aproximadamente las que afectaron a Cocholgüe, desamarrando embarcaciones menores, lanchas artesanales, destruyendo muros de contención del sector Caleta Chica y una casa dentro de este mismo sector.
El servicio eléctrico de esta caleta pesquera fue restablecido pasado 1 semana del evento por la compañía CGE Distribución. En cambio el acceso al agua potable fue el gran impedimento que la gente tenía, ya que hasta pasadas 2 semanas y media del megasismo aún no se contaba con este servicio.

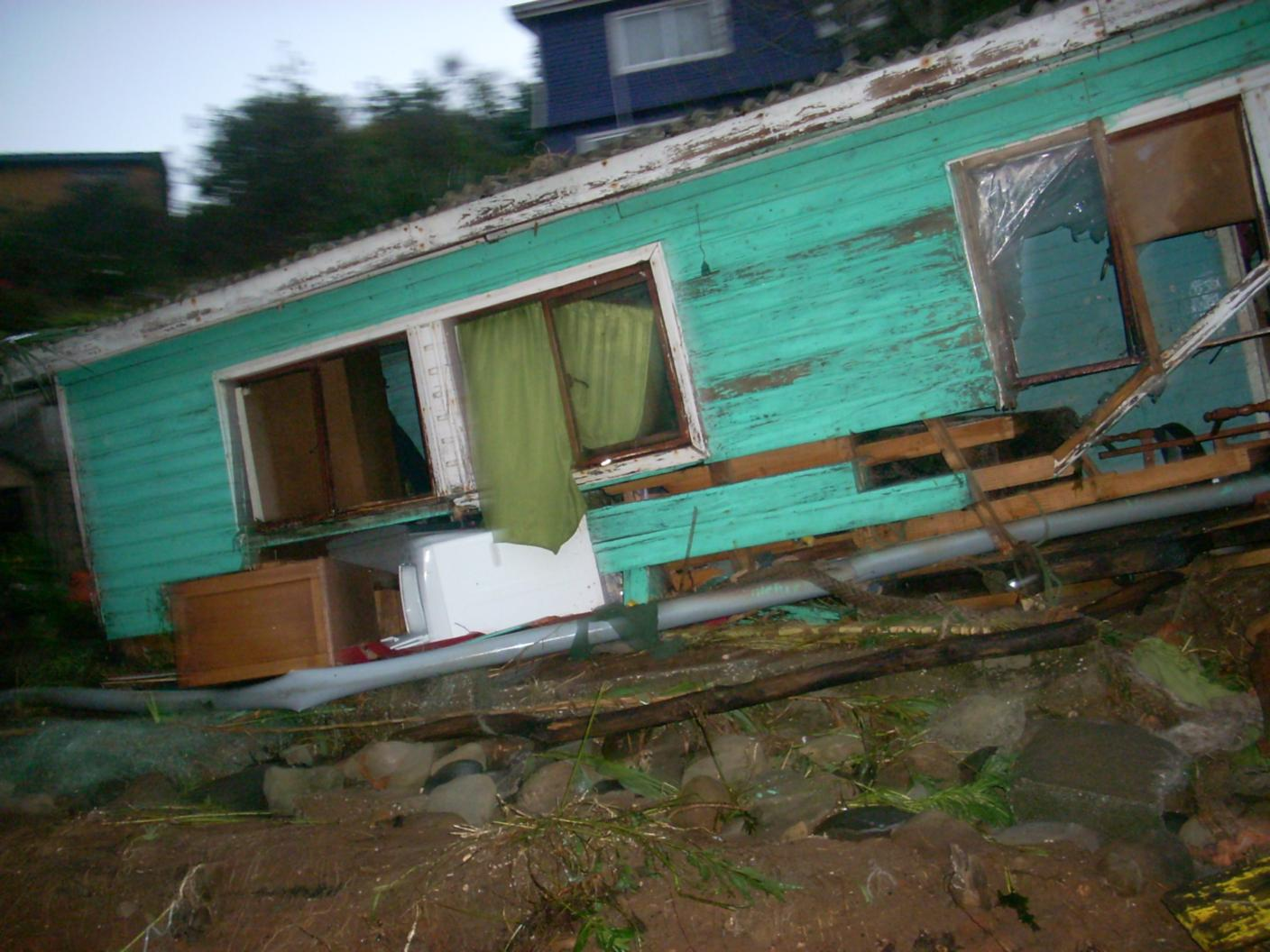
Casa destruida en Caleta Chica tras el terremoto de 2010.

## Telenovelas
Aquí fue filmada la telenovela Amar profundo.
- Datos: Q5775878